# Долганский язык
Долга́нский язы́к — язык коренного малочисленного народа России — долган, один из тюркских языков. Распространён на юге и юго-востоке (бывшие Дудинский и Хатангский районы) Таймырского (Долгано-Ненецкого) муниципального района Красноярского края России, а также в Анабарском улусе Якутии. Число говорящих — около 4836 человек (перепись, 2021); в 2010 году говорящих было 1054.

## Вопросы классификации
Относится к тюркским языкам. Некогда являлся наречием якутского языка, со временем, из-за достаточной обособленности в результате изолированности развития и внутренней перестройки под влиянием эвенкийского языка, стал самостоятельным языком.
В начале XX века ещё не было окончательно установлено, к каким языкам относится долганский язык: к тюркским языкам или к тунгусским.

## Лингвогеография

### Ареал и численность
По данным переписи 2021 года, долганским языком владеют 4836 человек. Из них 4330 человека проживают в Красноярском крае, а 453 — в Якутии.

### Диалекты
В долганском языке выделяются два диалекта: верхний и нижний. Имеет норильский, пясинский, авамский, хатангский и попигайский говоры. Основные различия между ними прослеживаются в фонетике и лексике.

## Письменность
Первые попытки создания долганской письменности были предприняты в 1930-е годы, но успехом не увенчались. В 1961 году небольшие долганские тексты были опубликованы в газете «Советский Таймыр». В 1973 издана первая книга на долганском языке — сборник стихов Огдо Аксёновой. В 1979 году долганский алфавит на основе кириллицы был официально утверждён. В 1981 году на этом алфавите вышел первый долганский букварь.
Современный долганский алфавит:
| А а | Б б | В в | Г г | Д д | Е е | Ё ё | Ж ж | З з | И и | Й й | К к | Һ һ |
| Л л | М м | Н н | Ӈ ӈ | О о | Ө ө | П п | Р р | С с | Т т | У у | Ү ү | Ф ф |
| Х х | Ц ц | Ч ч | Ш ш | Щ щ | Ъ ъ | Ы ы | Ь ь | Э э | Ю ю | Я я |     |     |

В газете «Таймыр» периодически публикуются материалы на долганском языке.

## Лингвистическая характеристика

### Фонетика и фонология
Для фонетики долганского языка характерны:
- дифтонгизация общетюркских гласных среднего подъёма o, e, ö в корневом слоге (тыа — «тундра», үөс — «желудок»)[6],
- ударение на последнем слоге слова[6],
- лабиальная и палатальная гармония гласных в исконных словах[6],
- переход начального тюркского c- в h-, утрата увулярных x, ҕ: (якут. саха, долг. һака — самоназвание)[источник не указан 1980 дней].
- буквы в, е, ё, ж, з, ф, х, ц, ш, щ, ъ, ю, я встречаются только в русизмах[6].

### Морфология
Состав морфологических категорий в имени — падеж, число, принадлежность, в глаголе — залог, способ действия, наклонение, время, лицо и число. В отличие от якутского языка партитив употребляется в притяжательном склонении как винительно-назначительный падеж, совместный падеж служит для оформления однородных членов предложения; в спряжении глагола распространена форма на -ааччы, сохранились парадигмы долженствовательного наклонения со словом «баар» ‘есть; имеется’.

### Синтаксис
Долганский является типичным представителем агглютинативных языков.
Имеются сложные предложения с сочинительной и подчинительной связью. Представлено три типа подчинения слов в словосочетаниях: согласование, управление и примыкание.

### Лексика
Большая часть лексики является тюркской. Заимствования из монгольского языка встречаются реже, чем в якутском (ойуур — «лес»). Имеется обширный пласт эвенкийской лексики (долг. «угучак/уучак», эвен. «угучак», рус. «верховой олень»). Русизмы проникают в язык в течение долгого периода. Старые заимствования успели адаптироваться под правила долганской фонетики (кэлиэп/килиэп — «хлеб»), более новые — нет. Параллельно в языке может существовать как более, так и менее адаптированное заимствование (һэбиэскэй былаас/саветскай бласть — «советская власть»).
Особенностями лексики являются утрата многих разрядов старой якутской лексики (например, сельскохозяйственной) и изменение значений слов под влиянием эвенкийской семантической системы.

### Пример текста
Ниже представлено стихотворение долганской поэтессы Огдо Аксёновой. Перевод на русский язык выполнил Валерий Кравц.
| Долганский язык: | Русский язык: |
| Һобуой һуорганнар Эһиллэн иһэллэр. Күһүӈӈү һугуттар Нэлэйэ һыталлар. Чыычаактар үөрэннэр Ирбэнэ һылдьаллар. Кыракый оголор Һугунтан топпоттор. Аньактар, һыӈаактар Бугдии буоллулар. Кыһыллар — күөктэр, Күөктэр — кыһыллар. Көрүӈ — дьэ, чыычаактар Биһиллибэтэктэр. Оголор күлсэллэр, Тиэрэ каньыһаллар. | Накрывает мшистый дол. Ягоды лежат ковром — Насладись, мой друг, добром. Птички с радостью клюют Ягод сочное зерно. Находя их, малыши Уплетают от души. Рты и щечки у ребят Все от ягоды рябят — Синие от голубики (Голубые от черники) Огневые от брусники. А вот птичка клювик свой Не измазала совсем. Весело ребятам всем, Мчатся вдаль они гурьбой. |

## Функционирование языка
Долганский язык преподаётся в 11 школах и детских садах Таймырского Долгано-Ненецкого района Красноярского края и в школе села Юрюнг-Хая в Якутии, а также в Таймырском колледже в городе Дудинка. Педагогов готовят в Институте народов севера РГПУ имени Герцена. В 2021 году в селе Волочанка преподаватель Анастасия Теребихина организовала группу для изучения долганского.
Число носителей, активно пользующихся языком, непреклонно снижается. Молодёжь почти не говорит на долганском между собой, а молодые родители не передают язык детям.